# 朝丘まりん
朝丘 まりん（あさおか まりん、1984年1月12日 - ）は、日本のAV女優。

## プロフィール
- サイズ： T162cm B95cm(G) W59cm H89cm
- 血液型： O
- 趣味・特技 ： カラオケ、ショッピング

## 略歴
2004年に『桃色ぷるるんGカップ』でAVデビュー。

## 作品

### アダルトビデオ
2004年
- 桃色ぷるるんGカップ（3月19日 TMA）
- 隣のGカップお姉さん（4月23日 TMA）
- あやまり巨乳娘（5月28日 TMA）
- Sea★Gal’s 水着の小悪魔（7月8日 ドリームチケット）
- THE 巨乳家庭教師4（8月5日 ドリームチケット）オムニバス作品
- ザ★レズバトル ハイスクール（9月23日 SODクリエイト）
- G-CUP淫乳娘 乳責め悶絶号泣（12月17日 シネマジック）

2005年
- 痴漢ゴルフスクール（2月20日 ネクスト）
- Mの快楽 Vol.2（3月10日 AVS）
- 下着SUPER MODEL（3月18日 LEO）
- MOFUKU [喪服]（4月15日 LEO）
- リアルドール（4月22日 グラスワンソフトウェア）
- 着エロマニア（5月19日 V&Rプロダクツ）
- 愛人2号 狂乱（5月20日 LEO）
- おねがいパンチラティーチャー。（8月12日 ビッグモーカル）
- ギャルまんちょ2（8月19日 ドグマ）
- 発情OL オフィスで… 15（9月27日、クリスタル映像）
- 大きくやわらかいオッパイを持つ痴女に何度もイカされたい（10月20日、桃太郎映像出版）
- 性癖診断 エロジャッジの館（10月21日 グラスワンソフトウェア）
- 爆乳Gcupボインでハメて（11月18日 ワイルドサイド）
- S級素人ギャル千人斬り! 5（11月18日（レンタルのみ） うまなみ。（ケイ・エム・プロデュース））
- 「征服」 ○○○に○○○させる…。（11月25日 ロイヤルアート）
- 近親相姦シリーズ特別編 上巻 美人巨乳三姉妹（12月10日 グローリークエスト）

2006年
- 巨乳娘限定!新春極楽!花びら大回転バスツアー! おっぱいバスは元旦から営業してま～す（1月4日 ディープス）
- ボインお姉さん僕を好きにして下さい どう、柔らかい?いっぱい挟んであげる（1月11日 アテナ映像）オムニバス作品
- 近親相姦シリーズ特別編 中巻 美人巨乳三姉妹（1月18日 グローリークエスト）
- TEN GAL’S SEX3 えろ女･男喰い（2月10日 ルミナス企画）オムニバス作品
- 近親相姦シリーズ特別編 下巻 美人巨乳三姉妹（2月13日 グローリークエスト）
- THE BODY HEAT 2 ナイスボディ12連発（2月17日 クリスタル映像）
- 忍者 Vol.41（3月10日 GIGA）
- S級 素人ギャル千人斬り!4時間 3（3月17日（セルのみ）、おかず。（ケイ・エム・プロデュース））
- ボインお姉さん僕を好きにして下さい どう、柔らかい?いっぱい挟んであげる（3月25日 アテナ映像）
- TEN GAL’S WET!! 10名のお嬢様 ズブ濡れSEX3時間（5月16日 ルミナス企画）
- ひとひらの旅 旦那に内緒で不倫旅行 第七章（5月25日 桃太郎映像出版）※「かおり」名義
- 乳とろニクス 美乳、モロ出し姉ちゃん揉みたおし。 Vol.4（12月19日 ZONE）

2007年
- ボインハイスクール!!（4月20日（レンタルのみ） うまなみ。（ケイ・エム・プロデュース））
- ボインハイスクール!!完全版（6月22日（セルのみ） おかず。（ケイ・エム・プロデュース））

### 着エロ
- ギリまん 第一章/浅丘まりん 極スジ激エロ（2005年7月20日 イーネット・フロンティア）